# Pierre Baugniet
Pierre Baugniet (Anversa, 23 luglio 1925 – Monaco, 20 dicembre 1981) è stato un pattinatore artistico su ghiaccio belga, specializzato nel pattinaggio artistico su ghiaccio a coppie.
Ha vinto la medaglia d'oro alle Olimpiadi invernali 1948 nella gara di pattinaggio di figura a coppie insieme a Micheline Lannoy.
Inoltre ha vinto due medaglie d'oro mondiali (1947 e 1948) e una medaglia d'oro europea (1947) sempre nella gara di pattinaggio artistico a coppie.

## Risultati
coppie con Micheline Lannoy
| Evento                    | 1944 | 1945 | 1946 | 1947 | 1948 |
| ------------------------- | ---- | ---- | ---- | ---- | ---- |
| Giochi olimpici invernali |      |      |      |      | 1°   |
| Campionati mondiali       |      |      |      | 1°   | 1°   |
| Campionati europei        |      |      |      | 1°   |      |
| Campionati belgi          | 1°   | 1°   | 1°   | 1°   |      |